# 莫里斯·亚梅奥果
莫里斯·纳瓦拉姆巴·亚梅奥果（法語：Maurice Yaméogo，1921年12月31日－1993年9月15日）1921年12月31日生于上沃尔特（今布基纳法索）布尔基恩德省库杜古县一个信奉万物有灵论（又称泛灵论）的家庭。莫西族。出生时取名“纳瓦拉姆巴”，在莫西语中意为“生来团结人们，聚集人们”。他是上沃尔特共和國第1任總統(上沃尔特1984年將國名改為布吉納法索)。他在1960年8月5日宣布國家正式獨立，並且試圖在象牙海岸與上沃尔特之間建立結盟關係，但是最後宣告失敗。1966年1月3日，他因為全國性罷工活動而決定辭去總統職務。此后亚梅奥果远离政坛，直至1990年回国，1993年病逝。他是天主教徒。